# Jan Morávek
Jan Morávek (Praga, 1º novembre 1989) è un calciatore ceco, centrocampista svincolato.
Durante la sua carriera ha subito una moltitudine di infortuni, che hanno inevitabilmente avuto grandi ripercussioni su di essa: ha sofferto diversi problemi muscolari (settembre-ottobre 2011, febbraio-marzo 2012, febbraio 2013, dicembre 2013-febbraio 2014, marzo-maggio 2014, aprile-agosto 2015) e fastidi alla coscia (dicembre 2011-gennaio 2012, novembre 2012). Inoltre, il 9 agosto 2014 si è rotto il legamento crociato anteriore: questo infortunio lo ha costretto a saltare l'intera stagione 2014-2015.

## Palmarès

### Club

#### Competizioni nazionali
- Druhá Liga: 1

Bohemians 1905: 2007-2008
- Supercoppa di Germania: 1

Schalke 04: 2011